# Maladera atavana
Maladera atavana är en skalbaggsart som beskrevs av Brenske 1899. Maladera atavana ingår i släktet Maladera och familjen Melolonthidae. Inga underarter finns listade i Catalogue of Life.